# 褐顶雀鹛
褐顶雀鹛（学名：Schoeniparus brunneus），又名头乌线，是雀眉科的一种，分布于台湾和中国大陆。该物种的保护状况被评为无危。
褐顶雀鹛的平均体重约为16.0克。栖息地包括温带森林、亚热带或热带的湿润低地林、亚热带或热带的高海拔疏灌丛、亚热带或热带的湿润山地林和亚热带或热带的（低地）干燥疏灌丛。该物种的模式产地在台湾。

## 亚种
- 褐顶雀鹛海南亚种（学名：Schoeniparus brunneus arguta），是中国的特有物种。分布于海南等地。该物种的模式产地在海南。[3]
- 褐顶雀鹛台湾亚种（学名：Schoeniparus brunneus brunneus），是台灣的特有物种。分布于台灣本島。该物种的模式产地在台湾。[4]
- 褐顶雀鹛湖北亚种（学名：Schoeniparus brunneus olivacea），是中国的特有物种。分布于陕西、湖北、四川、云南、贵州等地。该物种的模式产地在湖北宜昌。[5]
- 褐顶雀鹛华南亚种（学名：Schoeniparus brunneus superciliaris），是中国的特有物种。分布于贵州、广西、湖南、广东、安徽、江西、福建等地。该物种的模式产地在福建挂墩。[6]
- 褐顶雀鹛四川亚种（学名：Schoeniparus brunneus weigoldi），是中国的特有物种。分布于甘肃、四川等地。该物种的模式产地在四川灌县。[7]